# Exocentrus leucostriatus
Exocentrus leucostriatus är en skalbaggsart som beskrevs av Stefan von Breuning 1956. Exocentrus leucostriatus ingår i släktet Exocentrus och familjen långhorningar.
Artens utbredningsområde är Gabon. Inga underarter finns listade i Catalogue of Life.